# Cryptolechia (fjäril)
Cryptolechia är ett släkte av fjärilar som beskrevs av Philipp Christoph Zeller 1852. Enligt Catalogue of Life ingår Cryptolechia i familjen praktmalar, Oecophoridae.

## Dottertaxa tillCryptolechia, i alfabetisk ordning[1]
| Cryptolechia achlyphanes      |
| Cryptolechia aeraria          |
| Cryptolechia aganopis         |
| Cryptolechia aliena           |
| Cryptolechia alphitias        |
| Cryptolechia amaurophanes     |
| Cryptolechia ammopleura       |
| Cryptolechia amphigramma      |
| Cryptolechia anomarcha        |
| Cryptolechia anthracias       |
| Cryptolechia anticentra       |
| Cryptolechia anticrossa       |
| Cryptolechia apocrypta        |
| Cryptolechia argillea         |
| Cryptolechia argometra        |
| Cryptolechia argyropasta      |
| Cryptolechia asemanta         |
| Cryptolechia bibundella       |
| Cryptolechia brachymita       |
| Cryptolechia callisarca       |
| Cryptolechia callixyla        |
| Cryptolechia centroleuca      |
| Cryptolechia ceramora         |
| Cryptolechia chlorozyga       |
| Cryptolechia chrysocoma       |
| Cryptolechia citrodeta        |
| Cryptolechia coelocrossa      |
| Cryptolechia compsotypa       |
| Cryptolechia conata           |
| Cryptolechia coriaria         |
| Cryptolechia coriata          |
| Cryptolechia cosmopoda        |
| Cryptolechia diplosticha      |
| Cryptolechia dochaea          |
| Cryptolechia dubitatella      |
| Cryptolechia empalacta        |
| Cryptolechia eoa              |
| Cryptolechia epidesma         |
| Cryptolechia epinephela       |
| Cryptolechia epistemon        |
| Cryptolechia eucharistis      |
| Cryptolechia facunda          |
| Cryptolechia fatua            |
| Cryptolechia fenerata         |
| Cryptolechia ferrorubella     |
| Cryptolechia glischrodes      |
| Cryptolechia gypsochra        |
| Cryptolechia hadromacha       |
| Cryptolechia haemorrhanta     |
| Cryptolechia hecate           |
| Cryptolechia hemiarthra       |
| Cryptolechia holopyrrha       |
| Cryptolechia hoplostola       |
| Cryptolechia humerana         |
| Cryptolechia hydara           |
| Cryptolechia hypoxantha       |
| Cryptolechia ichnitis         |
| Cryptolechia increta          |
| Cryptolechia indalma          |
| Cryptolechia inquinata        |
| Cryptolechia iridias          |
| Cryptolechia irobela          |
| Cryptolechia isomichla        |
| Cryptolechia isotyra          |
| Cryptolechia laica            |
| Cryptolechia languidula       |
| Cryptolechia leptopa          |
| Cryptolechia leptosticta      |
| Cryptolechia lewinella        |
| Cryptolechia lindsayae        |
| Cryptolechia liochroa         |
| Cryptolechia lutea            |
| Cryptolechia madagascariensis |
| Cryptolechia malacobyrsa      |
| Cryptolechia malaisei         |
| Cryptolechia mataea           |
| Cryptolechia melicoma         |
| Cryptolechia mellispersa      |
| Cryptolechia metacentra       |
| Cryptolechia micracma         |
| Cryptolechia microglyptis     |
| Cryptolechia mitis            |
| Cryptolechia modularis        |
| Cryptolechia municipalis      |
| Cryptolechia murcidella       |
| Cryptolechia ochracella       |
| Cryptolechia ochroxyla        |
| Cryptolechia orthotoma        |
| Cryptolechia orthrarcha       |
| Cryptolechia pachnias         |
| Cryptolechia pachystoma       |
| Cryptolechia pateropa         |
| Cryptolechia pelophaea        |
| Cryptolechia pentathlopa      |
| Cryptolechia percnocoma       |
| Cryptolechia perversa         |
| Cryptolechia phaeocausta      |
| Cryptolechia phoebas          |
| Cryptolechia picrocentra      |
| Cryptolechia praevecta        |
| Cryptolechia propriella       |
| Cryptolechia prothyropa       |
| Cryptolechia purpurascens     |
| Cryptolechia pytinaea         |
| Cryptolechia quadripunctella  |
| Cryptolechia radiosella       |
| Cryptolechia remotella        |
| Cryptolechia rhaphidias       |
| Cryptolechia rhodobapta       |
| Cryptolechia rhodomita        |
| Cryptolechia rigidellum       |
| Cryptolechia roseocostella    |
| Cryptolechia roseoflavida     |
| Cryptolechia sarcinodes       |
| Cryptolechia sareptensis      |
| Cryptolechia scariphista      |
| Cryptolechia schistopa        |
| Cryptolechia sciodeta         |
| Cryptolechia scolia           |
| Cryptolechia semibrunnea      |
| Cryptolechia sperans          |
| Cryptolechia stadaea          |
| Cryptolechia stramineella     |
| Cryptolechia striata          |
| Cryptolechia taphrocopa       |
| Cryptolechia taurina          |
| Cryptolechia temperata        |
| Cryptolechia tetraspila       |
| Cryptolechia tetrasticta      |
| Cryptolechia thesmophila      |
| Cryptolechia torophanes       |
| Cryptolechia toulgoetianum    |
| Cryptolechia tranquilla       |
| Cryptolechia transfossa       |
| Cryptolechia transfuga        |
| Cryptolechia tripunctella     |
| Cryptolechia tyrochyta        |
| Cryptolechia veniflua         |
| Cryptolechia vespertina       |
| Cryptolechia viridisignata    |
| Cryptolechia xanthosarca      |
| Cryptolechia zeloxantha       |